# マルタ・トレホン
マルタ・トレホン・モヤ（スペイン語: Marta Torrejón Moya、1991年8月8日 - ）は、スペイン・カタルーニャ州バルセロナ県タラサ出身の女子サッカー選手。
ポジションはディフェンダー（センターバック）。プリメーラ・ディビシオン・フェメニーナのFCバルセロナ所属。サッカースペイン女子代表としては90試合に出場し、アレクシア・プテジャスに塗り替えられるまで最多出場記録を有していた。男子サッカー選手のマルク・トレホンは兄である。父親や叔父もサッカー選手である。

## 経歴

### クラブ

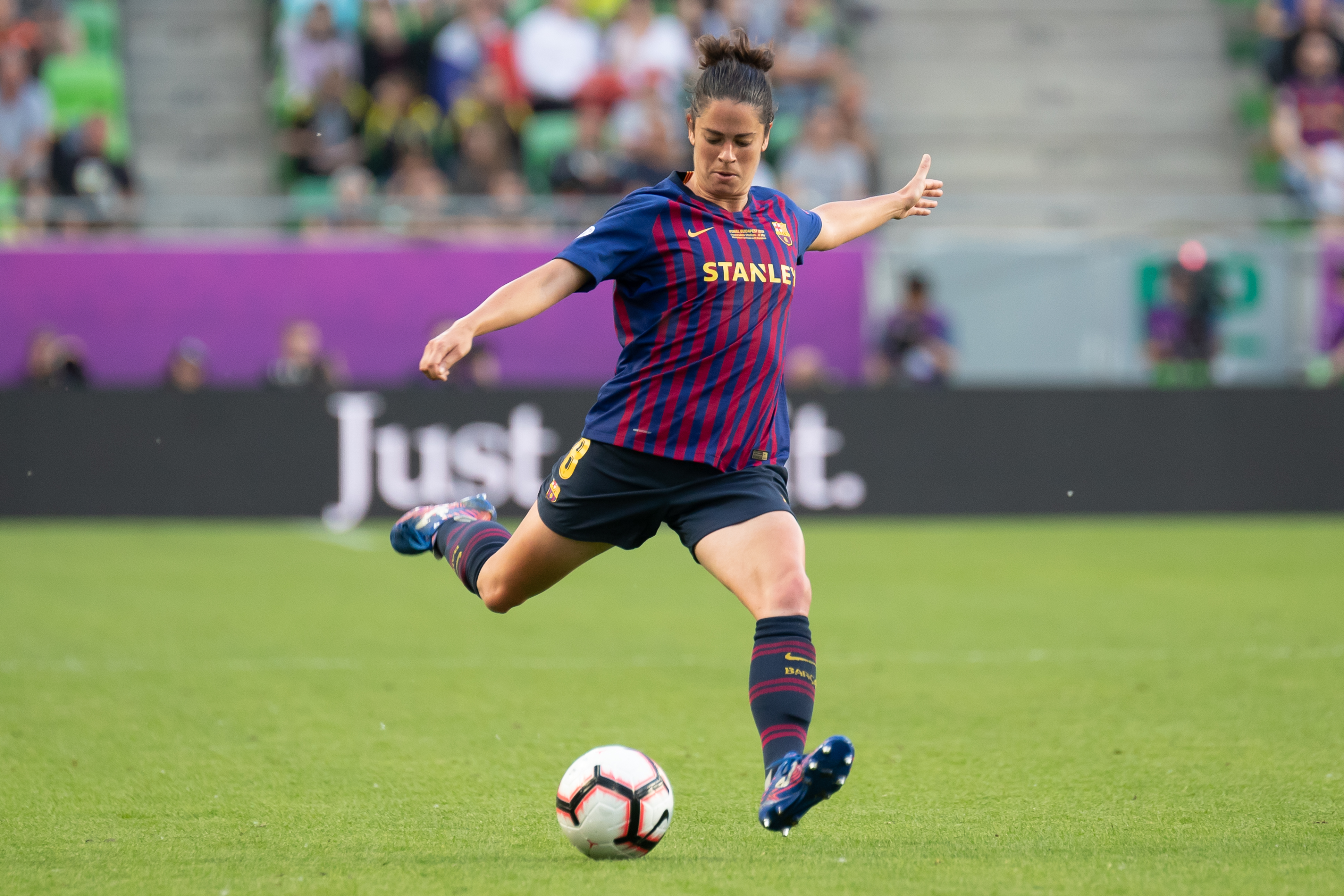
2019年のUEFA女子チャンピオンズリーグにおけるトレホン

1990年にカタルーニャ州バルセロナ県マタローで生まれた。7歳の時に地元のCFサレシアンス・デ・マタローでサッカーを始め、12歳でバルセロナにあるRCDエスパニョールの下部組織に加入した。当時のRCDエスパニョールには女子チームがなかったため、男の子に混じって男子チームでプレーした。14歳だった2005年にトップチームデビューし、プリメーラ・ディビシオン・フェメニーナデビューした。サッカー選手としてプレーする傍らで大学にも進学し、生物学を学んで卒業した。2011年にはコパ・デ・ラ・レイナの決勝に出場したが、ライバルのFCバルセロナのに敗れた。
23歳だった2013年、FCバルセロナに移籍した。2013-14シーズンと2014-15シーズンにはプリメーラ・ディビシオンで優勝し、2014年・2017年・2018年にはコパ・デ・ラ・レイナで優勝した。2019年時点では第3キャプテンを務めている。
2016-17シーズンにはクラブ史上初めてUEFA女子チャンピオンズリーグの準決勝に進出したが、フランスのパリ・サンジェルマンFCに敗れた。2018-19シーズンのUEFA女子チャンピオンズリーグでも躍進し、準決勝ではドイツのFCバイエルン・ミュンヘンに勝利した。クラブ史上初めて出場した決勝ではフランスのオリンピック・リヨンに敗れた。
2020年にはこの年に初開催されたスーペルコパ・デ・エスパーニャ・フェミニーナのレアル・ソシエダ戦に出場した。10得点で大勝した試合でトレホンは4得点を挙げ、大会最優秀選手に選ばれた。

### 代表
16歳だった2007年11月25日、UEFA欧州女子選手権2009予選のイングランド代表戦でサッカースペイン女子代表デビューした。2013年にはイグナシオ・ケレーダ監督によってUEFA欧州女子選手権2013に出場するメンバーに選出された。トレホンは全試合にフル出場し、スペイン代表は準々決勝でノルウェー代表に敗れた。
2015年にはカナダで開催された2015 FIFA女子ワールドカップにキャプテンとして出場した。トレホンは全試合にフル出場したが、スペイン代表はグループリーグ最下位に終わった。低調な成績に終わったことで、トレホンとチームメイトはケレーダ監督の辞任を要求した。2019年にフランスで開催された2019 FIFA女子ワールドカップには再びキャプテンとして出場した。スペイン代表はグループリーグ2位で決勝トーナメントに進出したが、決勝トーナメント1回戦では後に優勝することになるアメリカ合衆国代表に敗れた。大会後の2019年8月、スペイン代表からの引退を表明した。

## タイトル

### クラブ
RCDエスパニョール
- プリメーラ・ディビシオン: 1回 (2005-06)
- コパ・デ・ラ・レイナ: 4回 (2006, 2009, 2010, 2012)
- コパ・カタルーニャ・フェメニーナ（英語版）: 4回 2005, 2006, 2007, 2008

 バルセロナ
- UEFA女子チャンピオンズリーグ: 3回 (2020-21, 2022-23, 2023-24)
- プリメーラ・ディビシオン: 8回 (2013–14, 2014-15, 2019-20, 2020-21, 2021-22, 2022-23, 2023-24, 2024-25)
- コパ・デ・ラ・レイナ: 7回 (2014, 2017, 2018, 2019-20, 2020-21, 2021-22, 2023-24)
- スーペルコパ・デ・エスパーニャ・フェメニーナ（英語版）: 5回 (2019-20, 2020-21, 2022-23, 2023-24[17], 2024-25)
- コパ・カタルーニャ・フェメニーナ（英語版）: 6回 2014, 2015, 2016, 2017, 2018, 2019

### 代表
スペイン代表
- アルガルヴェ・カップ: 1回 2017
- キプロス・カップ: 1回 (2018)